# Hijo de sangre
Hijo de sangre (Blood Son o Drink my blood) es un relato corto de vampiros del escritor Richard Matheson publicado en abril de 1951. En España ha sido traducido en varias antologías de relatos cortos del autor.
La perversidad infantil del protagonista adquiere un propósito y significado, como una respuesta comprensible a la estéril "normalidad".

## Sinopsis
El protagonista es un extraño niño llamado Jules. Nació con tres dientes que utilizaba para beber sangre del pecho de su madre. A medida que crece se convierte en un niño pálido y frágil que se fascina con la muerte y la perversidad, diseccionando pequeños animales, y sobre todo sintiéndose atraído por el personaje de Drácula, tras ver su película a los doce años y robarse el libro de la biblioteca, lo que lleva a obsesionarse insanamente con la sexualidad. En la escuela tienes muchos problemas porque su obsesión y cuando le piden hacer un trabajo sobre su vida, lo hace dirigido sobre la vida de Drácula. Un día Jules ve un murciélago vampiro en el zoológico y trata de acercarse a él. Cada día va al zoológico a verlo y hablar con él, y termina viéndolo como su amigo. Decide que quiere convertirse en un vampiro, pero no sabe cómo. A medida que su obsesión se agudiza, cada vez resulta más marginado por la gente que le rodea, no por miedo a lo sobrenatural, sino porque creen que está loco.
Finalmente, una noche, Jules logra que el murciélago escape del zoológico y se vaya con él. En otro lugar Jules es atacado por un vampiro, que después le ayuda a levantarse y lo llama hijo mío. Jules no sabe qué hacer; al fin sabe que en el fondo siempre fue un vampiro.

## Adaptación cinematográfica
En el año 2005 Blood Son fue adaptado como cortometraje por Michael McGruther. La adaptación actualiza el relato a un escenario de comienzos del siglo XXI.